# Chaetocnema purerulea
Chaetocnema purerulea (лат.) — вид жуков-листоедов рода Chaetocnema трибы земляные блошки из подсемейства козявок (Galerucinae, Chrysomelidae). Южная Азия.

## Распространение
Встречаются в Южной Азии (Индия).

## Описание
Длина 2,50—2,60 мм, ширина 1,35—1,37 мм. От близких видов (Chaetocnema himalayana, Chaetocnema duvivieri, Chaetocnema taiwanensis) отличается комбинацией следующих признаков: тёмной окраской, короткими усиками, удлинённым пронотумом (соотношение ширины к длине 2,50—2,60), уникальным фронтальным гребнем с морщинками, формой эдеагуса. Переднеспинка и надкрылья темнофиолетовые. Голова и дорзум гладкие. Фронтолатеральная борозда присутствует. Антенномеры усиков желтовато-коричневые, ноги красновато-коричневые и коричневые. Голова гипогнатная (ротовые органы направлены вниз). Надкрылья покрыты несколькими рядами (6—8) многочисленных мелких точек — пунктур. Бока надкрылий выпуклые. Второй и третий вентриты слиты. Средние и задние голени с выемкой на наружной стороне перед вершиной. Переднеспинка без базальной бороздки. Вид был впервые описан в 2019 году в ходе ревизии ориентальной фауны рода Chaetocnema, которую провели энтомологи Александр Константинов (Systematic Entomology Laboratory, USDA, c/o Smithsonian Institution, National Museum of Natural History, Вашингтон, США) и его коллеги из Китая (Ruan Y., Yang X., Zhang M.) и Индии (Prathapan K. D.).